# Tapejaridae
Tapejaridae (z indiánského jazyka Tupi = "staré bytosti") byla čeleď pterodaktyloidních ptakoještěrů, žijících v období spodní křídy na území dnešní Brazílie, Číny, USA a Velké Británie. Jejich vývojový původ sahá geograficky nejspíše do Asie.
Novější objevy ukazují, že tito pterosauři byli početní a diverzifikovaní ještě na konci křídové periody (geologický věk maastricht, před 72 až 66 miliony let) a vyhynuli až na konci tohoto období při velkém vymírání na konci křídy.

## Klasifikace
Tapejaridé jsou obvykle řazeni do dvou podčeledí - Tapejarinae (rody Afrotapejara, Huaxiapterus, Sinopterus, Tapejara a Tupandactylus) a Thalassodrominae (Thalassodromeus a Tupuxuara). Některé novější kladistické analýzy však toto rozdělení nepodporují. Příbuznost tapejaridů s ostatními azdarchoidy není dosud uspokojivě vyjasněna. Pravděpodobné místo vzniku této skupiny je na pevninách jižní polokoule, tedy superkontinentu Gondwany.